# Muqata'a
Muqata'a («boicot» en àrab; Tucson, EUA) és un punxadiscos i productor de música hip-hop experimental resident a Ramallah. Fou el primer músic palestí en punxar al festival Sónar.
Raper i beatmaker, l'any 2003 va fundar el col·lectiu musical Ramallah Underground amb els músics Basil Abbas i Stormtrap per a expressar les seves frustracions a través de l'art. La seva és una música magnètica i abstracta de beats torts i ritmes poc convencionals que incorpora música tradicional àrab i enregistraments de camp de la Palestina ocupada.

## Discografia
- Hayawan Nateq (Jon Kennedy Federation, 2016)[5]
- Dubt Al-Ghubar (Thirdtypetapes, 2017)
- Inkanakuntu (Souk Records, 2018)